# 대불정여래밀인수증요의제보살만행수능엄경 (충북 유형문화재 제320호)
대불정여래밀인수증요의제보살만행수능엄경(大佛頂如來密因修證了義諸菩薩萬行首楞嚴經)은 충청북도 단양군 영춘면 백자리, 구인사에 있는 조선 세조 7년(1461)의 불경이다. 2011년 2월 1일 충청북도의 유형문화재 제320호로 지정되었다.

## 개요
대불정여래밀인수증요의제보살만행수능엄경은 줄여서 ‘대불정수능엄경’또는 ‘능엄경’이라고도 하며, 부처님의 말씀을 머리 속으로 이해하는데 그치지 않고 자신이 직접 경험하여 얻을 것을 주요사상으로 하고 있다. 이 책은 당나라의 반자밀제(般刺密帝)가 번역하고 송나라의 계환(戒環)이 풀이한 『능엄경』으로 1457년(천순 원년) 乙亥字의 판본으로 간행한 대불정여래밀인수증료의제보살만행수능엄경이다. 스님들이 수행과정에서 필수적으로 배우는 경전이다.
이 능엄경은 원나라 유측의 회해본을 바탕으로 간행하였다.
재료는 지본수묵(紙本水墨)이며, 금속활자본 / 선장의 형식을 취하고 있다.
규모는 세로 32.0cm, 가로는 20.0cm이며, 보존상태는 양호한 편이다.
본 대불정여래밀인수증료의제보살만행수릉엄경은 지금까지 다수 확인된 戒環 주해본과는 달리 9명 선사의 주해를 惟則이 모아 간행한 것으로 발견 사례가 드문 경우이다. 또한 권10 말미의 주해를 담당한 선사의 명단과 어제발, 간행에 참여한 인물들의 발문은 능엄경의 간행 사실을 알 수 있는 귀중한 자료이다.

## 같이 보기
- 대불정여래밀인수증요의제보살만행수능엄경

## 참고 문헌
- 대불정여래밀인수증요의제보살만행수능엄경 - 국가유산청 국가유산포털